# Pogonosoma cedrusa
Pogonosoma cedrusa là một loài ruồi trong họ Asilidae. Pogonosoma cedrusa được Ricardo miêu tả năm 1927. Loài này phân bố ở miền Ấn Độ - Mã Lai.